# Vørterkaka
Vørterkaka är en kulle i Antarktis. Den ligger i Östantarktis. Norge gör anspråk på området. Toppen på Vørterkaka är 2 725 meter över havet.
Terrängen runt Vørterkaka är platt söderut, men norrut är den kuperad. Vørterkaka är den högsta punkten i trakten. Trakten är obefolkad. Det finns inga samhällen i närheten. 